# 黄浦江
黄浦江（こうほこう、Huangpu River、簡体字: 黄浦江、繁体字: 黃浦江、拼音: Huángpŭ Jiāng）は中華人民共和国の上海市内を流れる、長さ97kmの川である。上海市街地の下流の呉淞口で長江に合流し、長江が東シナ海に入る前の最後の大きな支流である。
川幅は平均400mほどで深さは平均9m。年中凍ることはない。

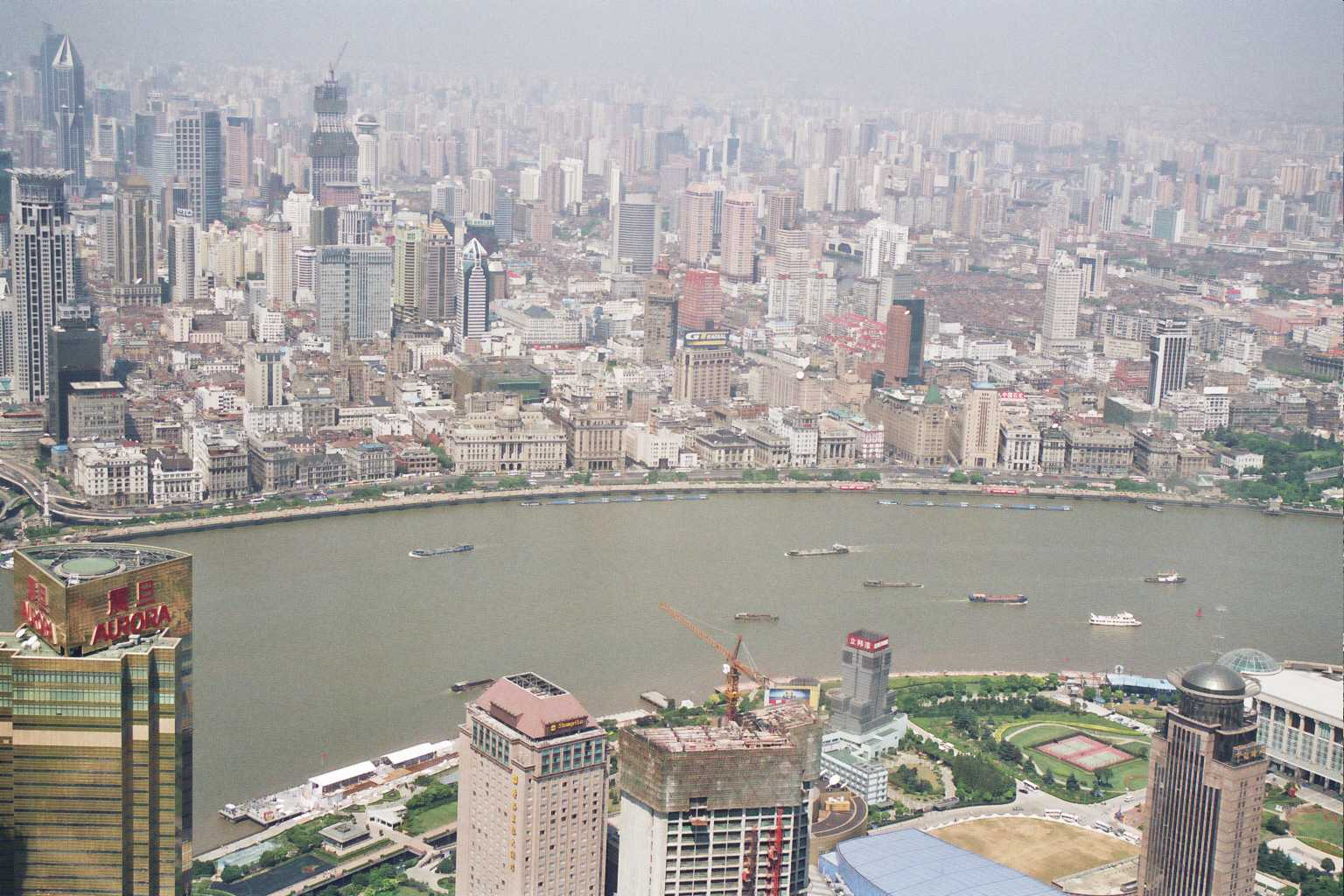
黄浦江沿岸の上海市街地（外灘）の風景

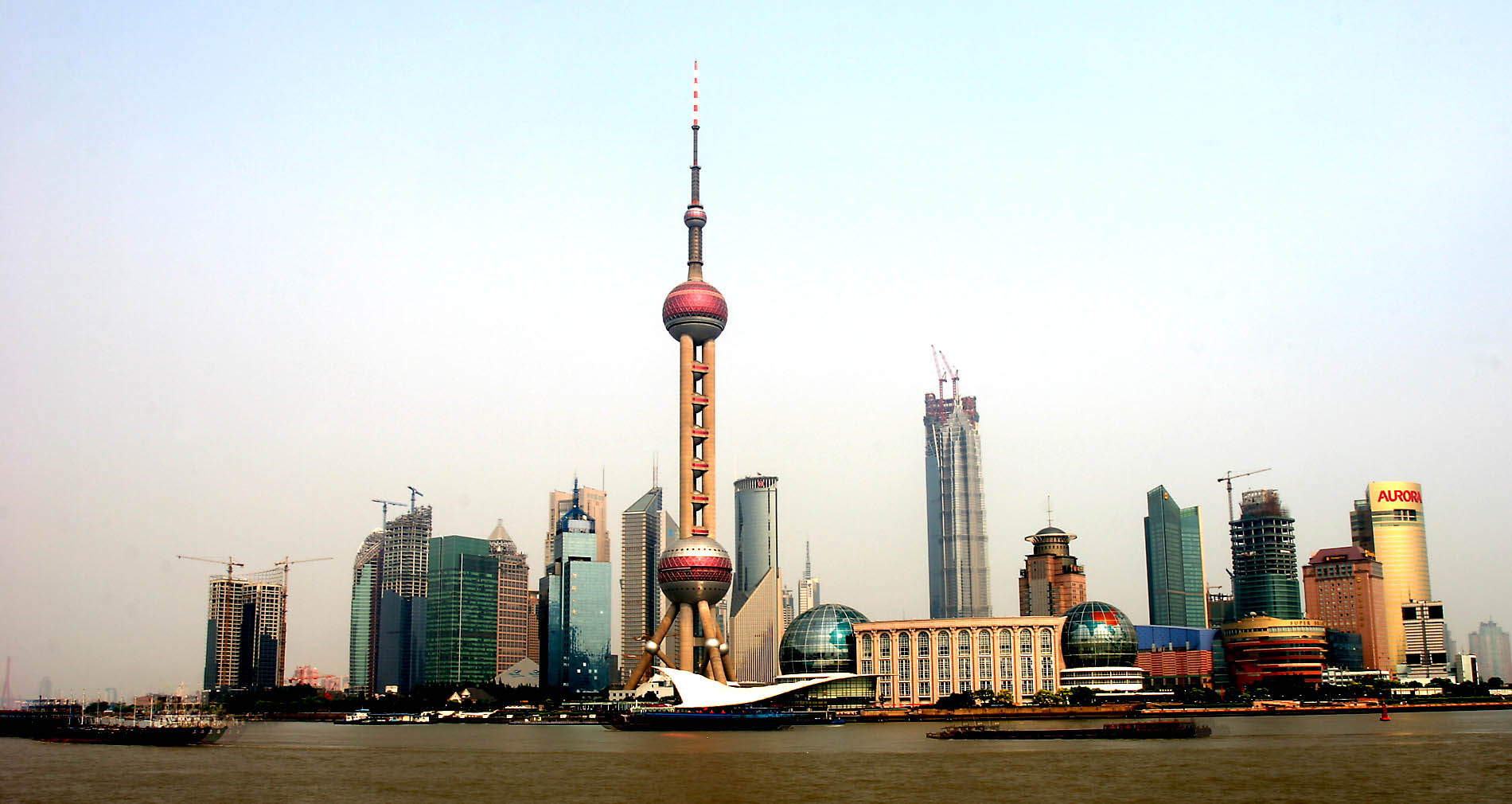
黄浦江と浦東（東方明珠電視塔）

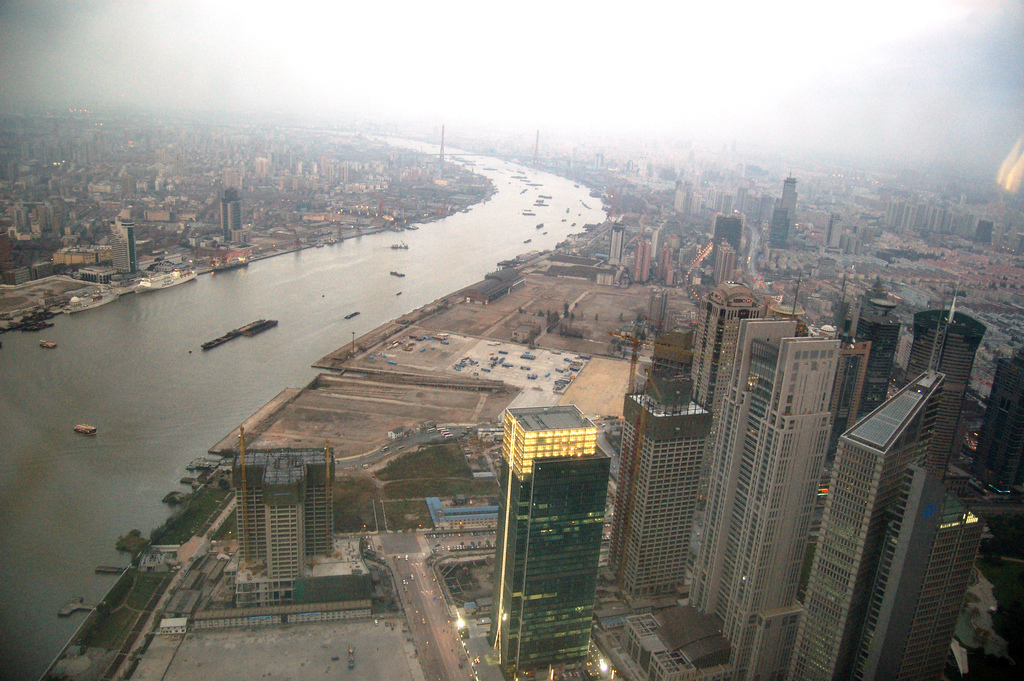
浦東新区から見下ろす黄浦江下流

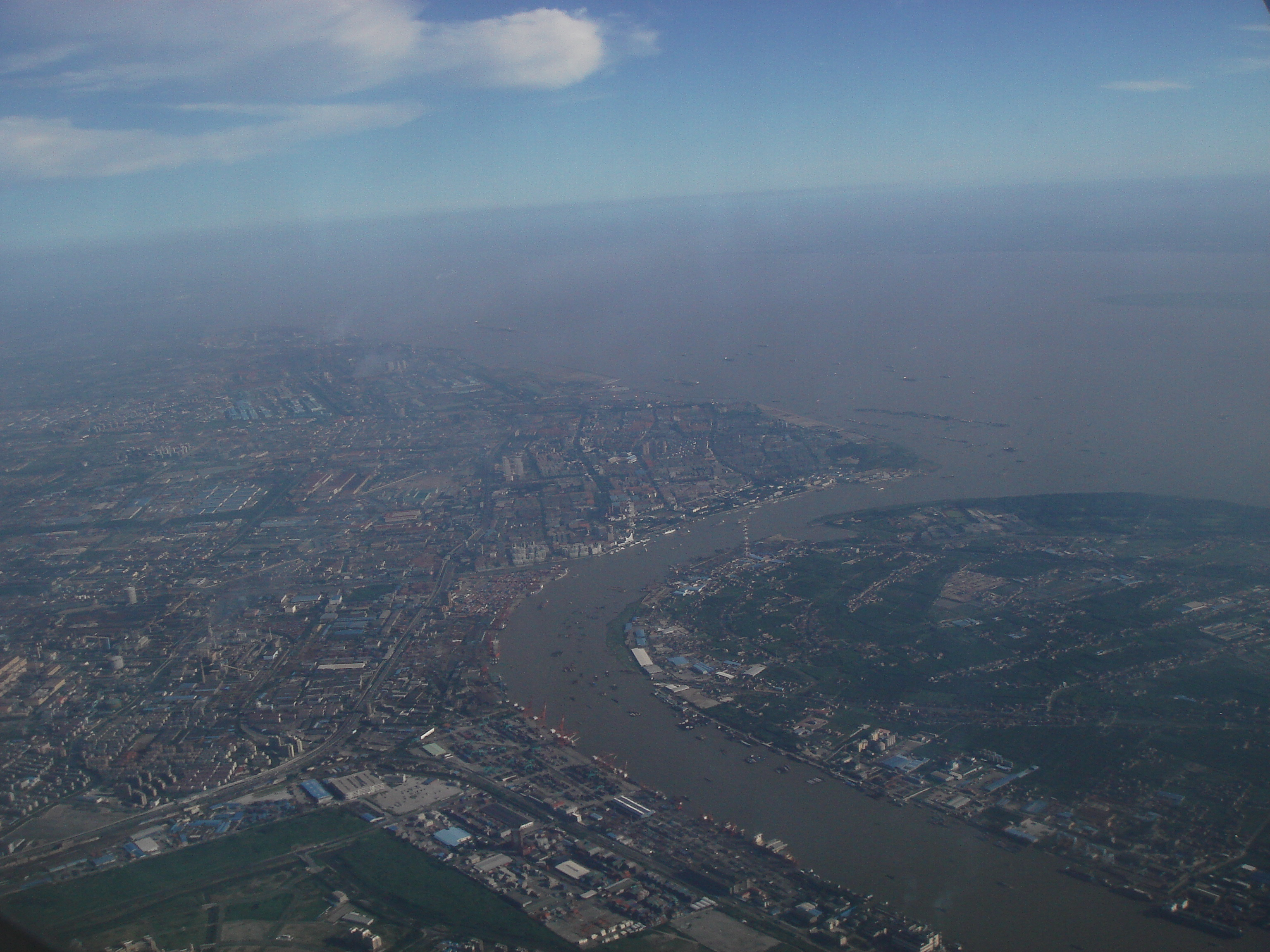
黄浦江河口の港湾地帯（宝山区）。海のような長江に合流している

黄浦江は太湖から流れた川が注ぎ込む淀山湖に源を発する。
太湖からは蘇州河（呉淞江）も発しており、黄浦江はもと蘇州河の分流のひとつとみなされていたが、黄浦江が大きくなった結果、蘇州河のほうが黄浦江の支流となっている。
黄浦江の主要な支流には、蘇州河（呉淞江）のほか、薀藻浜、川楊河、淀浦河、大治河、斜塘、園泄涇、大泖港などがある。

## 由来
黄浦江の名は、楚国の政治家であった春申君（黄歇）が封じられたことにちなんでいる。「黄歇浦」「春申江」と呼ばれた川は、やがて黄浦江と呼ばれるようになった。

## 浦西と浦東
黄浦江は上海市の中央を流れ、市域を「浦西」と「浦東」の二つに分けている。長江に流れ込む河口は、呉淞口と呼ばれる港になっている。黄浦江沿岸の港湾都市として大きくなった上海にとって、黄浦江は外洋や内陸からの船の出入りする交通路であり、市民の飲料水の大半を供給する重要な存在である。
上海の中心地であった外灘は黄浦江の西側に広がる。外灘の北端で蘇州河が黄浦江に合流している。黄浦江の東側の浦東はかつて不便な農村であったが、改革開放以後、浦東新区という超高層ビル街になり上海経済をリードしている。
2010年に開催されている上海国際博覧会（上海万博）会場も、この川の沿岸に建設された。

## 豚の死骸の不法投棄
黄浦江は上海市の主要水源であるが、豚の死骸や糞の不法投棄が常態化している。
2013年に当局が病死した豚肉を販売する業者への取り締まりを強化すると、黄浦江への豚の死骸の不法投棄が急増し話題となった。
2013年3月19日の上海市当局の発表では、黄浦江から回収された豚の死骸が1万匹を超えた。
上海市当局では、黄浦江の水質汚染は確認されていないとしている。